# Джустино
Джустино (итал. Giustino) — коммуна в Италии, располагается в области Трентино-Альто-Адидже, в провинции Тренто.
Население коммуны, на 01.01.2023 года, составляло 739 человек, плотность населения ─ 18,76 чел./км². Коммуна занимает площадь 39,39 км². Почтовый индекс — 38086. Телефонный код — 0465.
Покровительницей коммуны почитается святая Луция Сиракузская, празднование 13 декабря.

## Население
Динамика населения:

## Администрация коммуны
Главой коммуны является мэр Даниеле Маестранци, с 22 сентября 2020 года.